# Festuca carazana
Festuca carazana är en gräsart som beskrevs av Pilg.. Festuca carazana ingår i släktet svinglar, och familjen gräs.
Artens utbredningsområde är Peru. Inga underarter finns listade i Catalogue of Life.